# 빌럼 판 루브뢱

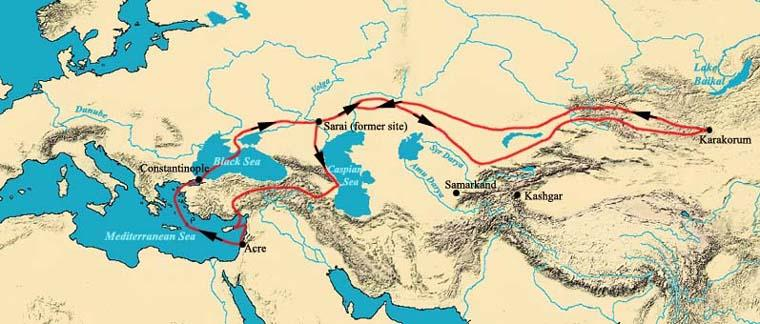
뤼브룩의 여행길

빌럼 판 루브뢱(네덜란드어: Willem van Rubroeck, 라틴어: Gulielmus de Rubruquis: 1220년? ~ 1293년?)은 플람스인 프란치스코회 선교사·탐험가다.
1253년 기독교를 포교하기 위해 5,000마일의 긴 여행 끝에 1254년 몽골에 도착하였다. 1255년 트리폴리에 귀환하여, 후에 동양 각지의 지리·풍습·종교·언어 등을 저술한 여행기를 썼다.